# Žubina
Žubina je naselje u slovenskoj Općini Trebnju. Žubina se nalazi u pokrajini Dolenjskoj i statističkoj regiji Jugoistočnoj Sloveniji. 

## Stanovništvo
Prema popisu stanovništva iz 2002. godine naselje je imalo 94 stanovnika.